# Lápi érdestinóru
A lápi érdestinóru (Leccinum holopus) a tinórufélék családjába tartozó, Eurázsiában és Észak-Amerikában honos, lápokon nyírfa alatt élő, ehető gombafaj.

## Megjelenése
A lápi érdestinóru kalapja 5-8 cm széles, alakja domború, majd széles domborúvá, idősen majdnem lapossá válik. Színe fiatalon fehéres, majd sárgászöldes, idősen olívszürkés. Felülete nedvesen tapadós, szárazon matt, finoman nemezes; bőre nem nő túl a peremén.
Húsa fehéres, enyhén rózsásodó, a kalapban hamar megpuhul. Szaga és íze nem jellegzetes.
Termőrétege csöves, a pórusok átmérője 0,5 mm. Színe fiatalon krémfehér, néha sárgásbarnás foltokkal. Sérülésre lassan barnul.
Tönkje 4-12 cm magas és 2-4 cm vastag. Alakja felfelé kissé vékonyodó. Színe fehéres alapon hasonló színű pikkelyekkel, melyek idővel húsbarnásak lesznek, alja idősen zöldes. Sérülésre fehéres marad vagy a tövénél kékeszölddé válik. 
Spórapora vörösbarna. Spórája orsó alakú, sima, vékony falú, mérete 15,5-18 x 5,5-7 µm.

### Hasonló fajok
A barna érdestinóruval lehet összetéveszteni. 

## Elterjedése és termőhelye
Eurázsiában és Észak-Amerikában honos. Magyarországon ritka. 
Mocsarakban, tőzeglápokon fordul elő, szinte mindig nyírfa alatt. Szeptembertől októberig terem. 

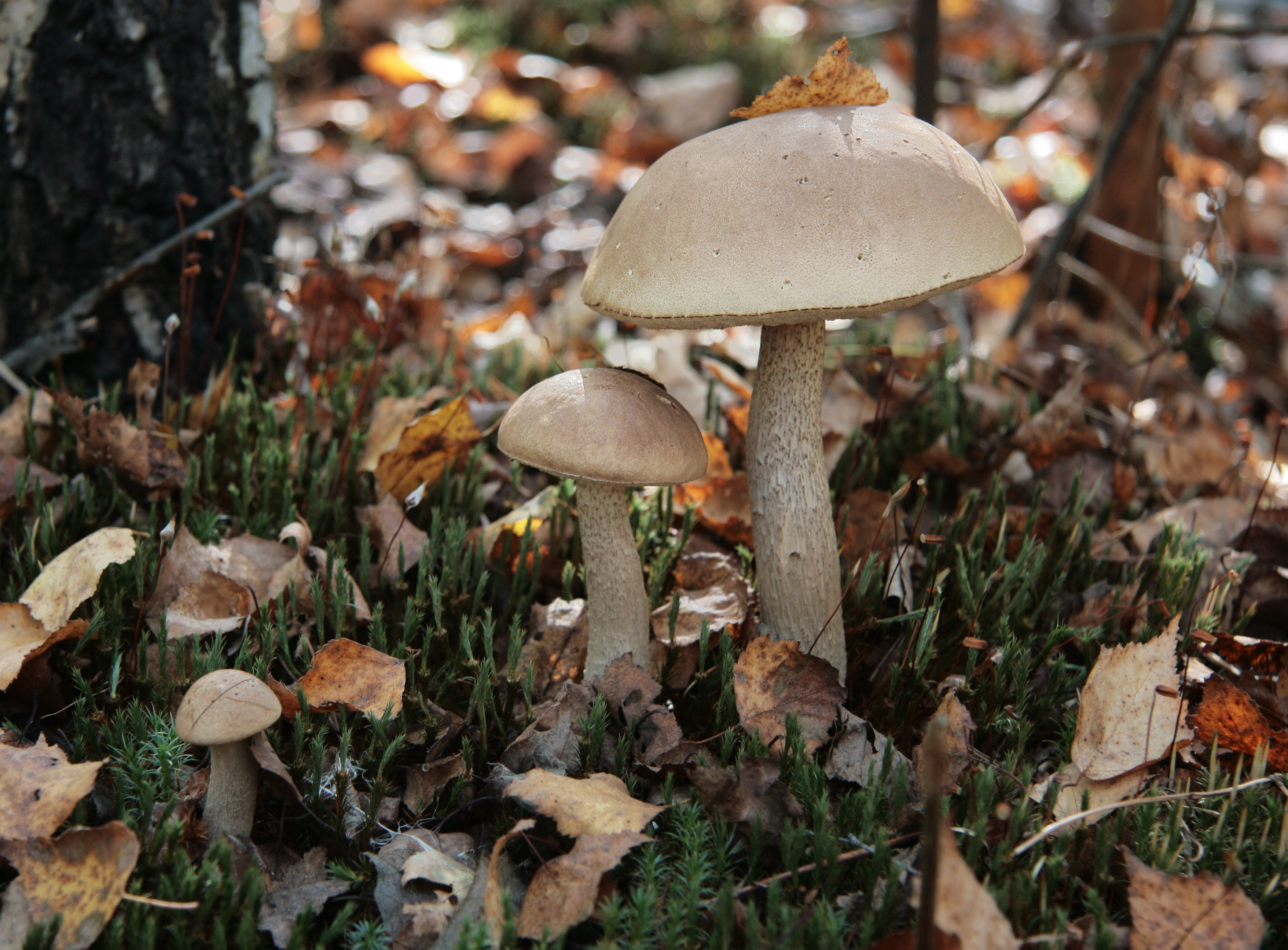
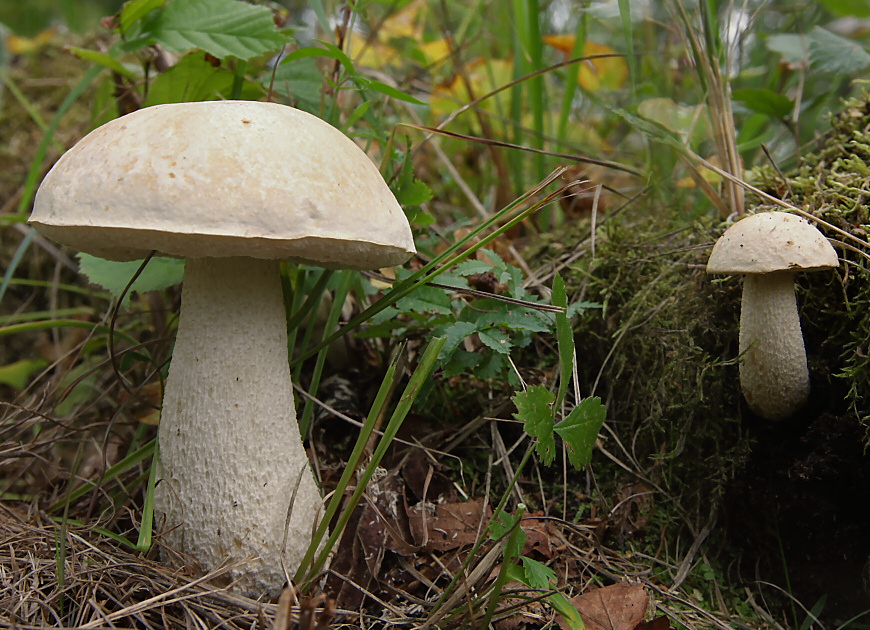
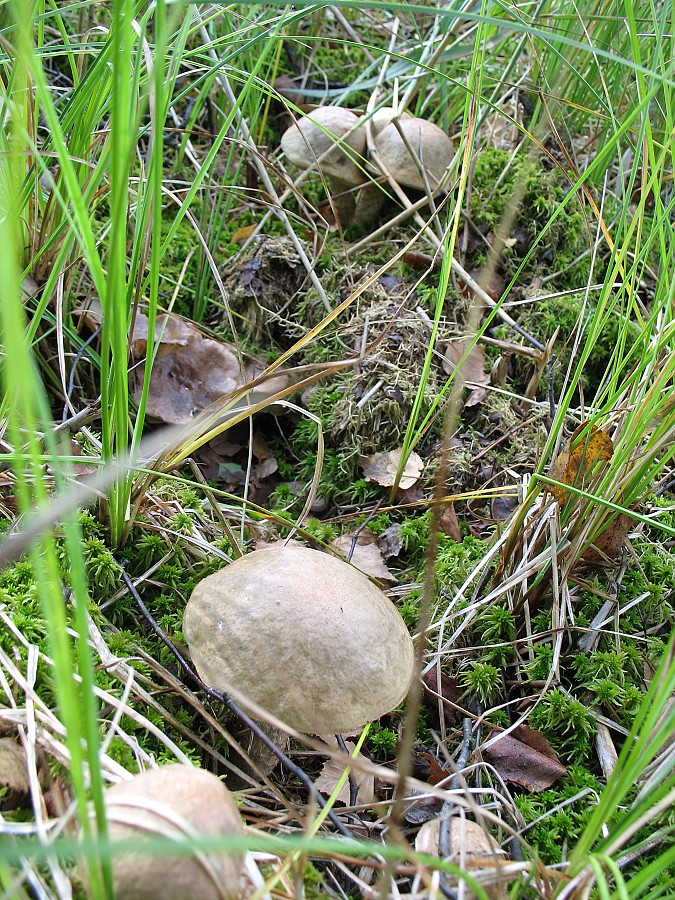
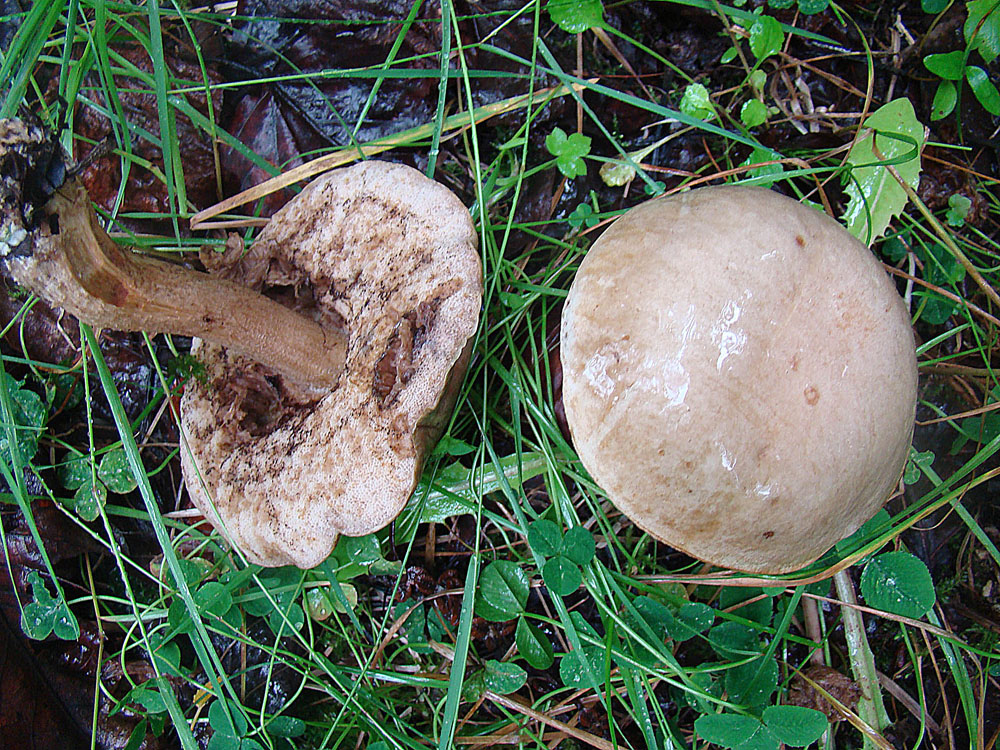

Ehető gomba. 